# Abdelkader Lagtaâ
Abdelkader Lagtaâ  est un réalisateur marocain, né le 1er mars 1948  à Casablanca.

## Biographie
Passionné dès sa jeunesse par le cinéma, Abdelkader Lagtaâ est le premier Marocain à intégrer en 1968, la prestigieuse École nationale de cinéma de Łódź en Pologne, où il réalise plusieurs courts métrages. Passé à la réalisation de longs métrages, il est l'auteur de cinq films de fiction pour le cinéma, ainsi que d'une dizaine de courts métrages et films documentaires qui témoignent de son engagement militant.
Entre désir et incertitude, le documentaire sur le cinéma marocain, a été présenté en avant-première à l'Institut Lumière en mai 2010 dans le cadre du festival « Fenêtres sur le cinéma du Sud ».

## Filmographie
- 1976 : Les Cendres du clos (documentaire collectif)
- 1984 : Chaïbia  (documentaire 45 min)
- 1984 : Rabî et l'art abstrait (documentaire 45 min)
- 1985 : Chaïbia  (documentaire 45 min)
- 1988 : La Femme rurale (documentaire)
- 1991 : Un amour à Casablanca
- 1995 : Happy End (sketch, centenaire du cinéma)
- 1995 : La Porte close
- 1998 : Les Casablancais
- 2001 : Face à face
- 2010 : Entre désir et incertitude (documentaire, 52 min ; musique : Pierre-Yves Lenik)
- 2014 : La Moitié du ciel

## Récompenses
- Le prix du meilleur montage au 3° Festival national du film à Meknès (1991) pour Un amour à Casablanca
- Les Prix de la Critique et de la Presse au 7° Festival national du film à Oujda (2003) pour Face à face